# Strychnos schunkei
Strychnos schunkei är en tvåhjärtbladig växtart som beskrevs av Krukoff och Barneby. Strychnos schunkei ingår i släktet Strychnos och familjen Loganiaceae. Inga underarter finns listade i Catalogue of Life.